# Bahnstrecke Královec–Žacléř
| Kursbuchstrecke (SŽ): | 043                  |                                    |                            |
| Streckenlänge: | 5,032 km             |                                    |                            |
| Spurweite: | 1435 mm (Normalspur) |                                    |                            |
| Streckenklasse: | C3                   |                                    |                            |
| Maximale Neigung: | 36 ‰                 |                                    |                            |
| Streckengeschwindigkeit: | 50 km/h              |                                    |                            |
| |                      |                                    |                            |
| \| \| \| von Lubawka (vorm. SNDVB) \| \| \| \| 0,000 \| Královec früher Königshan \| 525 m \| \| \| \| nach Jaroměř (vorm. SNDVB) \| \| \| \| 3,000 \| Lampertice früher Lampersdorf \| 570 m \| \| \| \| vlečka důl Jan Šverma \| \| \| \| 5,032 \| Žacléř früher Schatzlar (ehem. Bf) \| 610 m \| |                      |                                    |                            |
| Strecke |                      | von Lubawka (vorm. SNDVB)          | von Lubawka (vorm. SNDVB)  |
| Bahnhof | 0,000                | Královec früher Königshan          | 525 m                      |
| Abzweig geradeaus und nach links |                      | nach Jaroměř (vorm. SNDVB)         | nach Jaroměř (vorm. SNDVB) |
| Haltepunkt / Haltestelle | 3,000                | Lampertice früher Lampersdorf      | 570 m                      |
| Abzweig geradeaus und nach links |                      | vlečka důl Jan Šverma              | vlečka důl Jan Šverma      |
| Haltepunkt / Haltestelle Streckenende | 5,032                | Žacléř früher Schatzlar (ehem. Bf) | 610 m                      |

Die Bahnstrecke Královec–Žacléř ist eine regionale Eisenbahnverbindung in Tschechien, die ursprünglich von der Österreichischen Lokaleisenbahngesellschaft (ÖLEG) als Localbahn Königshan–Schatzlar errichtet und betrieben wurde. Sie beginnt in Královec (Königshan) und führt nach Žacléř (Schatzlar) im Riesengebirge. Im Jahr 2008 wurde der planmäßige Reiseverkehr eingestellt.
Nach einem Erlass der tschechischen Regierung ist die Strecke seit dem 20. Dezember 1995 als regionale Bahn („regionální dráha“) klassifiziert.

## Geschichte
Am 2. August 1881 erhielt die Österreichische Lokaleisenbahngesellschaft „das Recht zum Baue und Betriebe einer als normalspurige Localbahn auszuführenden Locomotiveisenbahn von der Station Königshan der Südnorddeutschen Verbindungsbahn nach Schatzlar mit einer Abzweigung bei Lampersdorf zu den dortigen Steinkohleschächten“. Teil der Konzession war die Verpflichtung, den Bau sofort zu beginnen und die fertige Bahn innerhalb eines Jahres in Betrieb zu nehmen. Die Konzessionsdauer war auf 90 Jahre festgesetzt.
Eröffnet wurde die Strecke am 5. Oktober 1882. Den Betrieb führte die ÖLEG selbst aus.

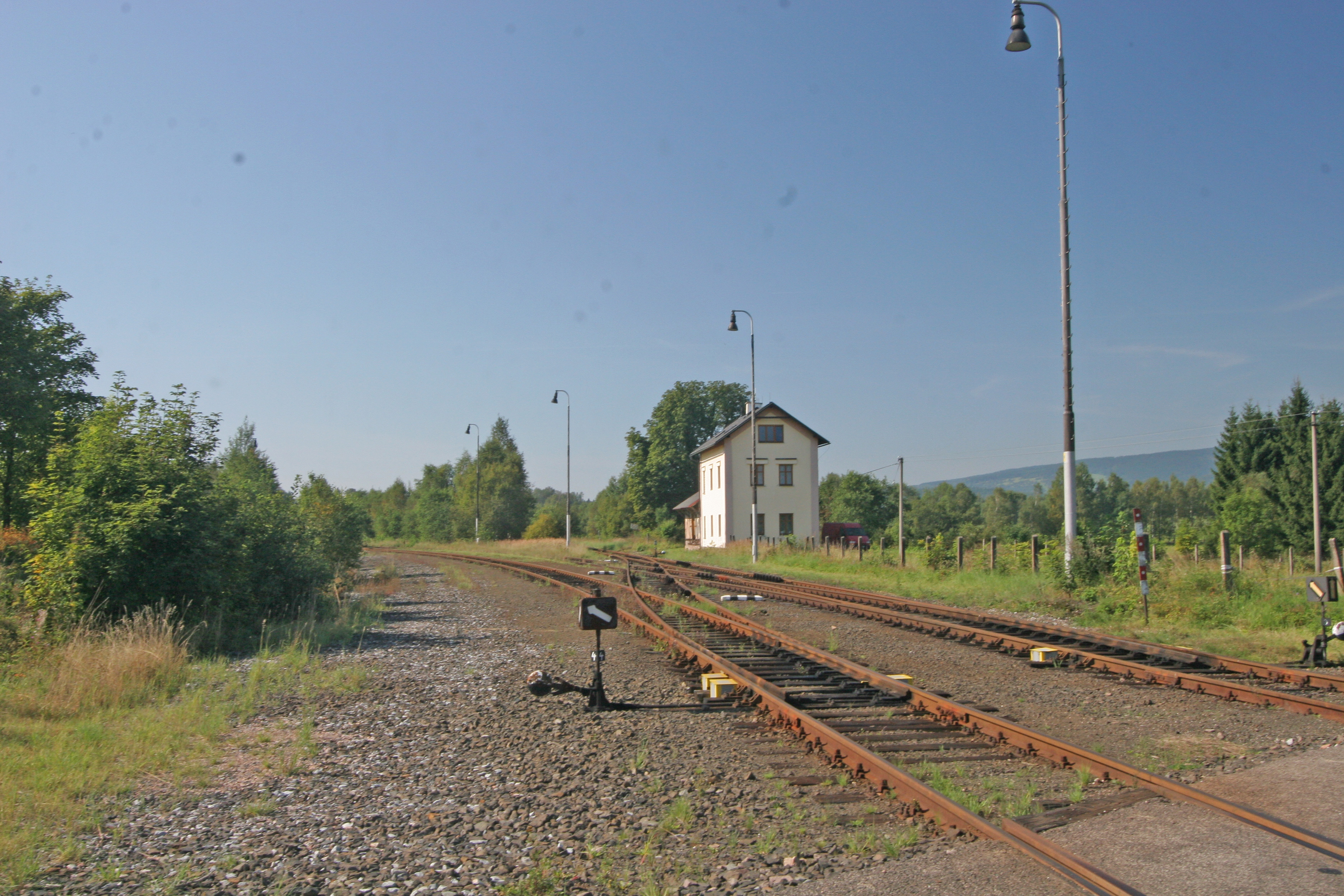
Bahnhof Královec: Blick auf das frühere Aufnahmsgebäude der Lokalbahn (2004)

Am 1. Juli 1889 übernahm die k.k. privilegierte Süd-Norddeutsche Verbindungsbahn (SNDVB) die Betriebsführung für Rechnung der Eigentümer. Dabei wurde auch der Fahrzeugbestand an die SNDVB übertragen. Am 1. Januar 1894 wurde die ÖLEG verstaatlicht und die k.k. österreichischen Staatsbahnen (kkStB) wurden Eigentümer der Strecke. Die SNDVB wurde von der Betriebsführung entbunden.
Der Fahrplan 1912 verzeichnete fünf gemischte Zugpaare 2. und 3. Klasse, die in Königshan jeweils Anschluss an die Züge von und nach Josefstadt-Jaroměř bzw. Trautenau hatten. Sie benötigten für die fünf Kilometer lange Strecke nach Schatzlar bergwärts 22 und talwärts 20 Minuten.
Nach dem Zerfall Österreich-Ungarns im Oktober 1918 ging die Strecke an die neu gegründeten Tschechoslowakischen Staatsbahnen (ČSD) über. In den 1920er und 1930er Jahren verkehrten sechs Zugpaare täglich.
Nach der Angliederung des Sudetenlandes an Deutschland im Oktober 1938 kam die Strecke zur Deutschen Reichsbahn, Reichsbahndirektion Breslau. Im Reichskursbuch war die Verbindung zunächst als Kursbuchstrecke 144f und später als 155f Ruhbank und Merzdorf (Rsgb)–Landeshut–Königshan(–Schatzlar)–Trautenau(–Freiheit-Johannisbad)–Pelsdorf(–Märzdorf [Böhmen])–Hohenelbe enthalten.

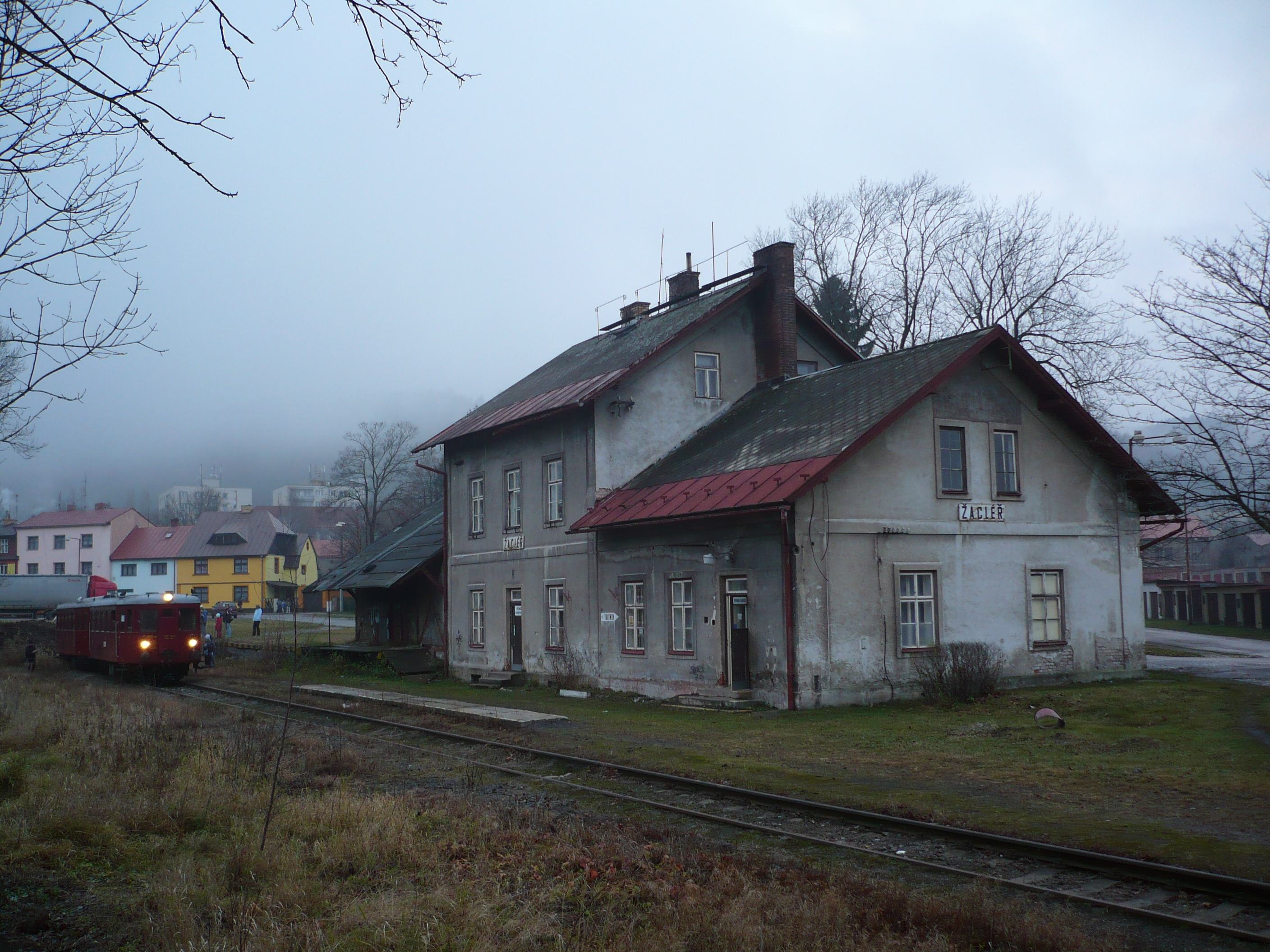
Sonderzug im Bahnhof Žacléř (2010)

Nach dem Ende des Zweiten Weltkriegs kam die Strecke wieder zu den ČSD. Ab dem Sommerfahrplan 1950 verkehrten alle Reisezüge im Durchlauf von und nach Trutnov. In den folgenden Jahren wurde der Fahrplan bis auf elf Zugpaare verdichtet, was insbesondere im starken Berufsverkehr nach Lampertice begründet war. Zu den Schichtwechseln im Bergwerk fuhren zeitweise besondere Berufsverkehrszüge, die nur bis Lampertice verkehrten.
Eine Zäsur war die Stilllegung des Steinkohlebergwerks im Jahr 1992, was zu einer signifikanten Verringerung der Verkehrsnachfrage führte. Im Dezember 2003 wurde der Reiseverkehr an Werktagen auf der Strecke mangels Bedarf eingestellt, der zuletzt mit sechs Zugpaaren abgewickelt wurde. Bis Dezember 2008 gab es noch drei Reisezugpaare in der Relation Trutnov–Žacléř an den Wochenenden und Feiertagen. Seitdem ist die Strecke bis auf gelegentliche Sonderzüge ohne Verkehr.
Am 1. Januar 1993 ging die Strecke im Zuge der Auflösung der Tschechoslowakei an die neu gegründeten České dráhy (ČD) über. Seit 2003 gehört sie zum Netz des staatlichen Infrastrukturbetreibers Správa železniční dopravní cesty (SŽDC), heute: Správa železnic.
Im Oktober 2010 gab das tschechische Verkehrsministerium die beabsichtigte Stilllegung der Strecke im Dezember 2010 bekannt, die letztlich nicht umgesetzt wurde.
Nachdem die anliegenden Kommunen und die Region kein Interesse an der Strecke zeigten, schrieb die staatliche Infrastrukturverwaltung die Strecke zum Verkauf aus. Einschließlich der Aufnahmsgebäude von Lampertice und Žacléř wird ein Kaufpreis von lediglich 1,142 Millionen Kronen genannt. Der Käufer muss weitere fünf Millionen Kronen als Bankbürgschaft nachweisen und die Strecke für weitere fünf Jahre betriebsfähig vorhalten. Sollte sich bis zum Ende der Angebotsfrist am 30. November 2021 kein Käufer finden, wird die Strecke stillgelegt.
Am 7. Dezember 2022 wurde die Strecke für 2,4 Millionen Kronen an die Firma TMŽ verkauft, die 2019 bereits die Strecke Čejč–Uhřice u Kyjova gekauft hatte. Der Investor plant die touristische Nutzung der Strecke als Draisinenbahn zwischwen Lampertice und Žacléř. Ein regulärer Bahnverkehr ist mangels Bedarf nicht mehr vorgesehen.

## Fahrzeugeinsatz

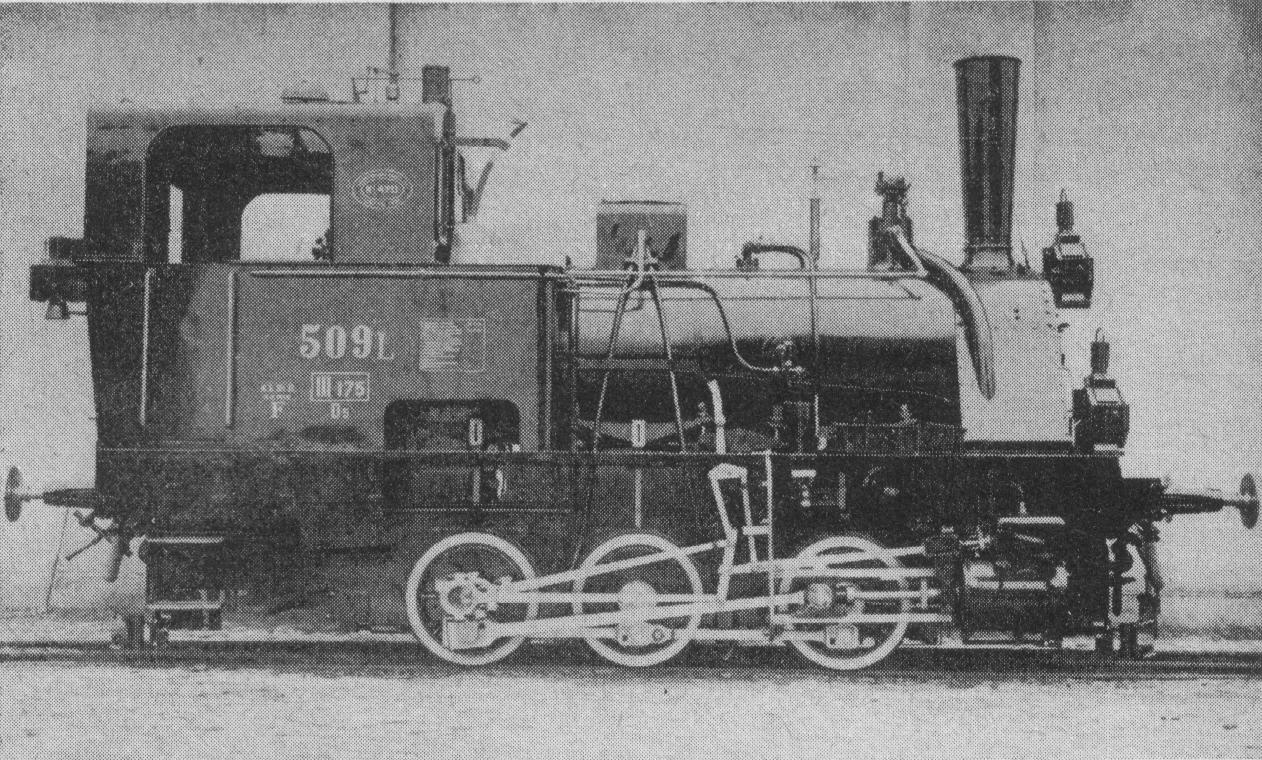
ÖLEG 509L

Die ÖLEG beschaffte für die Lokalbahn Königshan–Schatzlar zwei dreifachgekuppelte Lokalbahn-Tenderlokomotiven der Reihe F, die von Krauss in Linz gebaut worden waren. Von der SNDVB wurden sie später als 507L–508L geführt, die kkStB vergab die Nummern 93.15–16. Nach der Verstaatlichung kam 1902 eine weitere Lokomotive mit der Nummer 509L (kkStB 93.17) hinzu. Die 93.17 gelangte als 300.102 noch zu den ČSD, die sie 1928 ausschied.
Zuletzt wurde der Zugverkehr ausschließlich mit den bewährten zweiachsigen Triebwagen der ČD-Baureihe 810 abgewickelt.